# Махлай, Денис Сергеевич
Дени́с Серге́евич Махла́й (19 сентября 1990, Бобруйск) — белорусский гребец-каноист, выступает за национальную сборную Белоруссии по гребле начиная с 2015 года. Чемпион мира 2018 года. Серебряный призёр чемпионата мира, бронзовый призёр чемпионата Европы, бронзовый призёр Универсиады в Казани, многократный победитель и призёр регат республиканского значения, мастер спорта международного класса.

## Биография
Денис Махлай родился 19 сентября 1990 года в городе Бобруйске Могилёвской области. Активно заниматься греблей начал с раннего детства, проходил подготовку в бобруйской Специализированной детско-юношеской школе олимпийского резерва и в Республиканском центре олимпийской подготовки по гребным видам спорта. Тренировался под руководством таких специалистов как Ю. Г. Дубик и И. П. Левченко. На соревнованиях представляет спортивный клуб Вооружённых сил и Министерство спорта и туризма Республики Беларусь.
Впервые заявил о себе в 2013 году, выступив на летней Универсиаде в Казани, где взял бронзу в двойках на двухстах метрах. Год спустя выиграл серебряную медаль на молодёжном чемпионате Европы.
Первого серьёзного успеха на взрослом международном уровне добился в сезоне 2015 года, когда вошёл в основной состав белорусской национальной сборной и побывал на чемпионате Европы в чешском Рачице, откуда привёз награду бронзового достоинства, выигранную вместе с Глебом Солодухой в зачёте двухместных каноэ на дистанции 200 метров — в финале на финише их обошли только экипажи из России и Украины. Позже выступил на чемпионате мира в Милане, где в той же дисциплине с тем же партнёром стал серебряным призёром — в итоге их обогнали только титулованные российские гребцы Алексей Коровашков и Иван Штыль.
В 2016 году в четвёрках на двухсотметровой дистанции завоевал золотую медаль на этапе Кубка мира в немецком Дуйсбурге, тогда как на европейском первенстве в Москве стал в этой дисциплине четвёртым.
За выдающиеся спортивные достижения удостоен почётного звания «Мастер спорта Республики Беларусь международного класса».